# Symplocos rhomboidea
Symplocos rhomboidea är en tvåhjärtbladig växtart som beskrevs av B. Stahl. Symplocos rhomboidea ingår i släktet Symplocos och familjen Symplocaceae. Inga underarter finns listade i Catalogue of Life.